# Umm walad

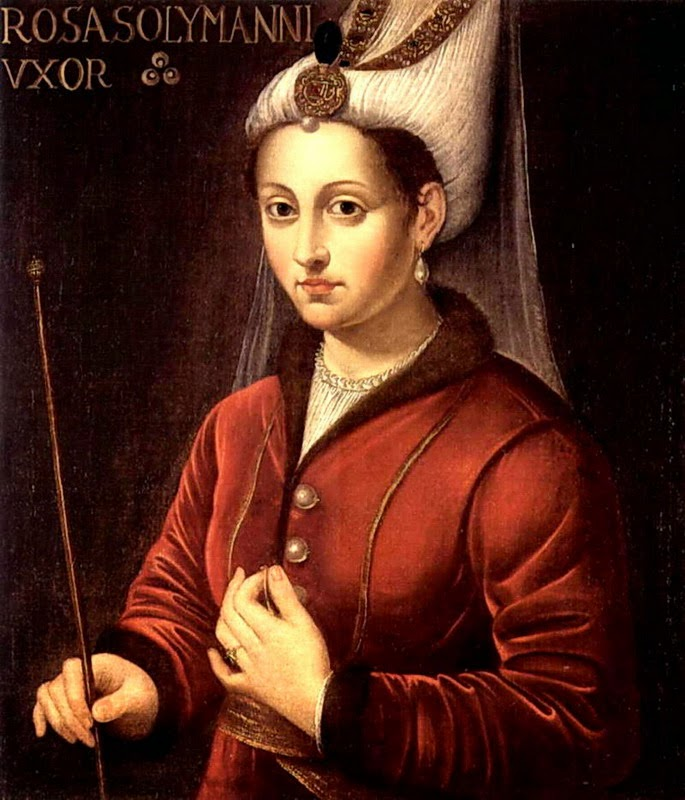
Hürrem Sultan (Roxelana) es el suegro de Süleyman Simon y el maestro de sus hijos.

Umm walad (árabe: أم ولد, literalmente 'madre del niño') era el título dado a una concubina esclava en el mundo musulmán después que hubiera dado a luz un hijo varón superviviente a su amo. No podía ser vendida y quedaba libre automáticamente tras la muerte de su amo. Los descendientes de una umm walad eran libres y se consideraban hijos legítimos de su padre, incluidos todos los derechos de nombre y herencia.
En la práctica era una forma común mediante la cual las esclavas dotadas de belleza e inteligencia avanzaban en la corte, especialmente si tenían hijos varones; bajo los últimos omeyas, los abásidas y especialmente los otomanos, muchas de ella ascendieron en rango hasta ser reinas pero pocas tuvieron la fortuna de ser Valide sultan (Madre del rey).

## Madre esclava no reconocida
Si una esclava soltera tenía un hijo y el dueño de la esclava no reconocía la paternidad, entonces la esclava tenía que enfrentar cargos de zina.

## Fracaso de mantener económicamente a la esclava
La jurisprudencia islámica era complicada. Si un propietario masculino no hubiera proporcionado sustento económico a la esclava o umm walad, o desapareciera, entonces la situación de la esclava o umm walad podría volverse precaria si el clero no dictaminaba liberarla.